# 千葉繁 (1963年生の政治家)
千葉 繁（ちば しげる、1963年〈昭和38年〉2月1日 - ）は、日本の政治家、実業家。茨城県阿見町長（第8代）、昭和運送株式会社代表取締役。
阿見町議会副議長（第25代）、阿見町議会議員（3期）、阿見町議会行政改革特別委員会委員長、阿見町監査委員、阿見町議会総務常任委員会委員長、牛久地区交通安全協会理事、土浦地区交通安全協会監査、阿見町商工会青年部長などを歴任。

## 来歴
茨城県稲敷郡阿見町出身。阿見町立阿見小学校、阿見町立阿見中学校、茨城県立竜ヶ崎第一高等学校を経て、1985年（昭和60年）、青山学院大学を卒業。卒業後は父が経営する昭和運送に入社。1987年（昭和62年）には阿見町消防団に入団し、2003年（平成15年）3月まで消防団員として活動したほか、土浦地区交通安全協会監査、牛久地区交通安全協会理事、阿見町商工会青年部部長、阿見小学校PTA会長などを務めた。
2000年（平成12年）3月26日、阿見町議会議員選挙に無所属で出馬し、最多得票数（1,478票）で初当選。民生教育常任委員会副委員長を務めた。
2004年（平成16年）3月28日、阿見町議会議員選挙に出馬し、2選。再選後、総務常任委員会委員長、行政改革特別委員会副委員長、監査委員、行政改革特別委員会委員長を務めた。
2008年（平成20年）3月23日、阿見町議会議員選挙に出馬し、3選。同年4月7日、副議長に就任。2009年（平成21年）12月18日、議員辞職。2010年（平成22年）2月21日、阿見町長選挙に出馬し、無所属で新人の天田富司男に破れ、落選。
※当日有権者数：37,806人 最終投票率：55.54%（前回比：（無投票）pts）
| 候補者名   | 年齢 | 所属党派 | 新旧別 | 得票数  | 得票率 | 推薦・支持 |
| ---------- | ---- | -------- | ------ | ------- | ------ | ---------- |
| 天田富司男 | 62   | 無所属   | 新     | 7,512票 | 36.12% |            |
| 千葉繁     | 47   | 無所属   | 新     | 7,356票 | 35.37% |            |
| 川田弘二   | 74   | 無所属   | 現     | 5,931票 | 28.51% |            |

落選後は一時政界から離れ、昭和運送社長を務めたほか、2011年（平成23年）4月から茨城県少年指導委員を務めた。また、2015年（平成27年）から明治大学大学院で公共政策を学び、のちに神奈川県開成町長となる山神裕とは明治大学公共政策大学院において同じ財政に関するゼミに所属した。2017年（平成29年）、同大学院を修了。
2018年（平成30年）2月18日投開票の阿見町長選挙に出馬。選挙では道の駅の建設の是非が争点となり、千葉は運営形態や立地などの問題点を指摘し、道の駅の建設計画の一時凍結を訴えた。同年2月18日、現職の天田富司男を破り初当選。
※当日有権者数：3万8876人人 最終投票率：51.73%（前回比： 4.39pts）
| 候補者名   | 年齢 | 所属党派 | 新旧別 | 得票数   | 得票率 | 推薦・支持 |
| ---------- | ---- | -------- | ------ | -------- | ------ | ---------- |
| 千葉繁     | 55   | 無所属   | 新     | 11,231票 | 56.35% |            |
| 天田富司男 | 70   | 無所属   | 現     | 8,700票  | 43.65% |            |

2022年（令和4年）2月15日、千葉の任期満了に伴う阿見町長選挙の立候補の受け付けが締め切られ、現職の千葉以外からの立候補の届け出がなかったため無投票で再選。再選後、千葉は待機児童対策、子ども食堂の拡充、人手不足に悩む町内企業と働きたい町民とのマッチング事業などに取り組む意欲を示したほか、任期中の阿見町の市制施行に向け、その準備に取りかかる考えを示した。

## 年譜

### 政歴
- 2000年（平成12年）3月 - 阿見町議会議員選挙初当選[5][16]
- 2002年（平成14年）4月 - 阿見町議会民生教育常任委員会副委員長[5][16]
- 2004年（平成16年）
  - 3月 - 阿見町議会議員選挙再選（2期）[5][16]
  - 4月 - 阿見町議会総務常任委員会委員長[5][16]
- 2005年（平成17年）6月 - 阿見町議会行政改革特別委員会副委員長[5][16]
- 2006年（平成18年）4月 - 阿見町監査委員[5][16]
- 2008年（平成20年）
  - 3月 - 阿見町議会議員選挙再選（3期／2009年12月議員辞職）[5][16]
  - 4月 - 阿見町議会副議長[5][16]
- 2018年（平成30年）2月 - 阿見町長（1期）[14]
- 2022年（令和4年）2月 - 阿見町長（2期）[15]

### その他役職歴
- 1987年（昭和62年）
  - 4月 - 土浦地区交通安全協会阿見支部役員[5]
  - 4月 - 阿見町消防団員（2003年3月まで）[5]
- 1997年（平成9年）
  - 4月 - 土浦地区交通安全協会監査[5]
  - 5月 - 阿見町商工会青年部副部長[5]
- 1998年（平成10年）4月 - 阿見町消防団指導員[5]
- 1999年（平成11年）4月 - 土浦地区交通安全協会阿見支部会計[5]
- 2001年（平成13年）5月 - 阿見町商工会青年部部長[5]
- 2004年（平成16年）5月 - 阿見小学校PTA会長[5]
- 2005年（平成17年）
  - 4月 - 牛久地区交通安全協会理事[5]
  - 4月 - 牛久地区交通安全協会阿見支部常任理事[5]
- 2011年（平成23年）4月 - 茨城県少年指導委員[5]

## 町政

### 市制施行
初当選直後から阿見町単独での市制施行に意欲を示し、2期目再選後は任期中の4年間を市制施行への準備期間と位置付け、市制施行に向けて取り組む考えを示した。
町長就任直後は人口が4万7300人と、市制施行要件の5万人に満たなかったが、千葉曰く、町長就任後に本郷地区を区画整理して住宅地としてまとめたことが功を奏し、2023年（令和5年）秋に人口が5万人を超えた。2024年（令和6年）4月1日には、市制施行に係る住民の意向調査、情報発信、県や国との連携を図るため町役場に市制施行準備室を設置し、同年8月からは『阿見町市制施行有識者会議』を開催する運びとなった。翌2025年（令和7年）2月上旬に開かれた有識者会議では、市制移行が望ましいとし、市名を「阿見市」とすること、2027年11月に市制に移行するなどの答申を得て、同年3月10日に開かれた庁議では、有識者会議の答申通りに進め、市制施行後は住所表示から「稲敷郡」を省くなどの方針で千葉及び幹部職員らが一致し、正式決定した。庁議後、千葉は区長会などへの周知、住民説明会の開催などを通して市制施行への不安や反対意見を払拭していく考えを示した。

### 教育・子育て
初当選後、千葉は「あみ人材育成基金」の創設と奨学金の給付、スクールカウンセラーの配置拡充、給食費無料化拡大、ランドセル無料配布を公約に掲げた。その後、2018年（平成30年）9月より、スクールカウンセラーの配置拡充を目的として、県スクールカウンセラー配置事業でカウンセラーが配置されている学校（町立中学校と本郷小学校、あさひ小学校）以外の小学校に町が採用したカウンセラーを配置した。2020年（令和2年）4月には、給食費無料化の対象を「阿見町立小中学校に在学している児童生徒が3人以上いる世帯」から「18歳以下の兄弟姉妹が3人以上いて、第3子以降が阿見町立小中学校に在学している世帯」に拡大し、2025年度からは「高校生（満18歳）以下の小・中・高の合計12学年の中の第2子以降の児童生徒」に拡大した。ランドセルの無料配布については、2019年（令和元年）6月4日に開かれた阿見町議会定例会にて「阿見町小学校入学祝い品支給ランドセル購入売買契約」の議決を受け、2020年から小学校等の入学予定者を対象にランドセルの受け渡しが開始した。
あみ人材育成基金については、2020年（令和2年）2月19日に「阿見町あみ人材育成基金条例」が制定され、同年6月1日より「奨学金返還支援補助金」「海外留学奨学補助金」の募集を開始した。

### 医療・福祉
初当選後、千葉は「病児保育施設の整備」「18歳までの医療費無料化」「障がい者が自立できる授産施設の創設」「低所得者が入所できる介護施設の誘致」を掲げ、所得制限なしの18歳までの医療費無償化、病院併設の病児保育施設の整備などの施策に取り組んだ。医療分野においては、2018年（平成30年）10月の診療分より医療費無料化の対象年齢を15歳から18歳までに引き上げ、2021年（令和3年）4月には東京医科大学茨城医療センターに病児保育施設が整備された。また、人口が増加傾向にある町西部地域において、救急搬送件数の増加に対応すべく、2018年（平成30年）11月より本郷ふれあいセンターに救急車を駐留させた。
福祉分野では、障がい者が自立できる授産施設の創設を目的として、2020年に障害福祉計画に基づく地域生活支援拠点整備事業者を公募し、事業者を決定。2022年に『あみまちの拠点くら・ら』が開設した。また、低所得者が入所できる介護施設として広域型特別養護老人ホームを誘致し、多床室設置による利用料金の負担軽減、待機者解消を図り、2021年（令和3年）2月1日に当該施設が開所した。

### 危機管理
初当選後、千葉は「災害時相互支援協定の締結」「自治クラウドへの移行」などを掲げ、2019年（平成31年）3月に静岡県御殿場市、千葉県酒々井町と災害時相互支援協定を締結した。同年10月には自治体クラウドの共同利用に向け、県内8市町村で協定を締結し、2020年（令和2年）4月より運用を開始した。また、廃棄物の不法投棄、不適正残土などへの対策として、2019年（平成31年）4月に警察官OB 2人を環環境保全監視員として採用した。